# Tarnówko (osada leśna w województwie zachodniopomorskim)
Tarnówko (potocznie: Tarnówko-Gajówka) – osada leśna w Polsce, położona w województwie zachodniopomorskim, w powiecie goleniowskim, w gminie Goleniów.
Ok. 0,7 km na południowy wschód leży wieś o tej samej nazwie Tarnówko (także w gminie Goleniów).
W latach 1975–1998 miejscowość należała do województwa szczecińskiego.